# 色部光長
色部 光長（いろべ みつなが）は、安土桃山時代から江戸時代前期にかけての武将。上杉氏の重臣で米沢藩士。越後平林城主、次いで出羽金山城主。色部長実の子。母は新発田綱貞の娘。色部勝長の孫にあたる。

## 生涯
天正15年（1587年）に上杉氏の重臣で越後国岩船郡小泉庄平林村（新潟県村上市平林）の平林城主であった色部長真の嫡男として生まれる。文禄元年（1592年）に父・長真が死去したため、幼少で家督を継ぐ。長真の遺言に従って直江兼続の妹（兼続の次女とも）を正室に迎え、元服するまでは後見人となった兼続の助けを借りて家中を治める。
慶長3年（1598年）の会津移封で出羽国置賜郡（山形県南陽市）の金山城主となり、慶長5年（1600年）の慶長出羽合戦では先陣を任されている。上杉家減封後は置賜郡窪田村（山形県米沢市窪田町）を知行とする。慶長7年（1602年）に元服し、兼続から「綱」の字を貰い綱長と名乗るが、後に改名する。慶長19年（1614年）の大坂冬の陣に従軍。寛永元年1月15日（1624年3月4日）に長門守となり、寛永3年（1626年）11月に侍頭に就任する。寛永17年6月2日（1640年7月20日）没、享年54。家督は養子・利長が相続した。
兼続は光長の後ろ盾として色部氏を重用し、兼続死後も幕末に至るまで、色部氏は米沢藩の重臣として藩を支えていくことになる。子孫に赤穂事件（忠臣蔵）の時に江戸家老を務めていた色部安長（又四郎）や上杉鷹山の藩政改革の折に七家騒動で処分された色部照長（典膳、のち修理）、戊辰戦争の時に米沢藩総督を勤め新潟で戦死した色部久長（長門）らがいる。（養子等による家督相続も挟まれている為、直接の血縁では無い）

## 人物・逸話
- 出羽金山城主であったとき、用事で城を訪れた直江兼続をもてなそうと用人に御馳走を出させたところ、兼続はお吸い物に雁が入っているのを見て「雁を入れるのは贅沢だ」と光長に言ってお吸い物には口をつけなかった。その後用人は兼続によって追放された。（『直江兼続101の謎』より）
- 慶長9年10月18日（1604年12月8日）に公家の飛鳥井雅庸から蹴鞠の稽古書と免翰を受け取っている。